# Automat (Gemälde)
|  | Dieser Artikel wurde auf der Qualitätssicherungsseite des Projekts Bildende Kunst eingetragen. Die Mitarbeiter der QS-Bildende Kunst arbeiten daran, die Qualität der Artikel aus dem Themengebiet Kunst auf ein besseres Niveau zu bringen. Bitte hilf mit, die Mängel dieses Artikels zu beheben und beteilige Dich an der Diskussion. |

Automat ist ein Gemälde des US-amerikanischen Malers Edward Hopper aus dem Jahr 1927. Es wurde zum ersten Mal am Valentinstag 1927 bei der Eröffnung der zweiten Einzelausstellung Hoppers in den Rehn-Galerien in New York City ausgestellt. Im April desselben Jahres wurde es für 1.200 US-Dollar verkauft. Heute ist das Gemälde im Besitz des Des Moines Art Center in Iowa.

## Beschreibung
Das Gemälde zeigt eine junge Frau, die nachts in der Ecke eines Automat-Schnellrestaurants an einem Tisch für zwei sitzt und in eine Kaffeetasse starrt. Zwei identische Leuchtenreihen des Innenraums spiegeln sich in dem nachtschwarzen Fenster. Am linken Bildrand öffnet sich eine Tür, in der Ecke steht ein gelbgestrichener Heizkörper, am rechten Bildrand führt eine Treppe mit einem gelben Geländer ins Untergeschoss. Auf der niedrigen Fensterbank steht eine hohe, schwere Glasschale mit roten und gelben Früchten.
Die Frau ist in einen grünen, mit Pelz gefütterten Wintermantel gekleidet und trägt einen gelben Glockenhut, dessen breite Krempe weit heruntergezogen ist. Er wirft einen Schatten auf ihr Gesicht. Sie hat Make-up aufgetragen, ihre Wangen sind rosig gefärbt. Helles Licht fällt auf ihre schlanken Beine, die vom unteren Bildrand knapp über Knöchelhöhe abgeschnitten sind. Die rechte Hand fasst den Henkel der Tasse, vor der ein leerer Teller steht. Die linke Hand steckt noch in einem Handschuh.
Die vielen aus unterschiedlichen Richtungen kommenden Lichtquellen erzeugen ein Spiel von bläulichen Schatten auf dem ganzen Bild. Es herrschen starke Hell-Dunkel-Kontraste zwischen der hellgrünen Tischplatte, dem hellen Boden und dem nachtschwarzen Fensterausblick.

## Interpretationen
Das Restaurant scheint weitgehend leer zu sein, es gibt keine Anzeichen von Aktivität (oder von Leben überhaupt) inner- und außerhalb des Raums. Dies resultiert in einem Gefühl der Einsamkeit und assoziiert die Malerei allgemein anerkannt mit dem Konzept der städtischen Entfremdung. Ein Kritiker bemerkte, dass (in einer für Hoppers melancholische Themen typischen Pose) „die Augen der Frau niedergeschlagen sind und sich ihre Gedanken nach innen wenden“. Ein anderer Kritiker hat sie wie „auf ihre Kaffeetasse blickend, als ob sie das Letzte in der Welt wäre, an das sie sich festhalten kann“ beschrieben.
Der Kunstkritiker Ivo Kranzfelder vergleicht den Gegenstand des Gemäldes (eine junge Frau, die alleine in einem Restaurant trinkt) mit Édouard Manets Die Pflaume und Edgar Degas’ L’Absinthe, obwohl die Frau im Gegensatz zu dem Motiv in Degas’ Malerei zerstreut anstatt introspektiv ist.
Gabriell Sotiriou schreibt in ihrem Essay über das Thema Isolation im Werk Hoppers: “The isolation that is evident in these images forms the clearest theme amongst Hopper’s work. We see it again in his 1927 painting Automat. A young woman, with eyes focused on her coffee, sits alone at a table. This large, round table is a symbol of her own ‘inner world’ with which she has a clear infatuation. Her femininity is apparent, noticeable through her delicately crossed legs, her fur coat and red lipstick. A bowl of fruit is positioned directly behind her, emphasising her fertility. However, her ripe youthfulness does not matter. The chair opposite her downcast eyes is empty and we are reminded that she is alone.”
Alain de Botton schreibt in seinem Beitrag zum Ausstellungskatalog der Tate von 2004: „Automat ist ein Bild der Traurigkeit – und doch ist es kein trauriges Bild. Automat hat die Kraft eines großen melancholischen Musikstücks.“ Hopper lade uns ein, Empathie für die Frau in ihrer Vereinsamung zu empfinden. Sie scheine ehrenwert und großzügig, vielleicht ein wenig zu zutraulich, ein wenig naiv, als sei sie an eine harte Ecke der Welt angestoßen. „Der Künstler zieht uns auf ihre Seite – die Seite der Außenseiter gegen die Insider.“

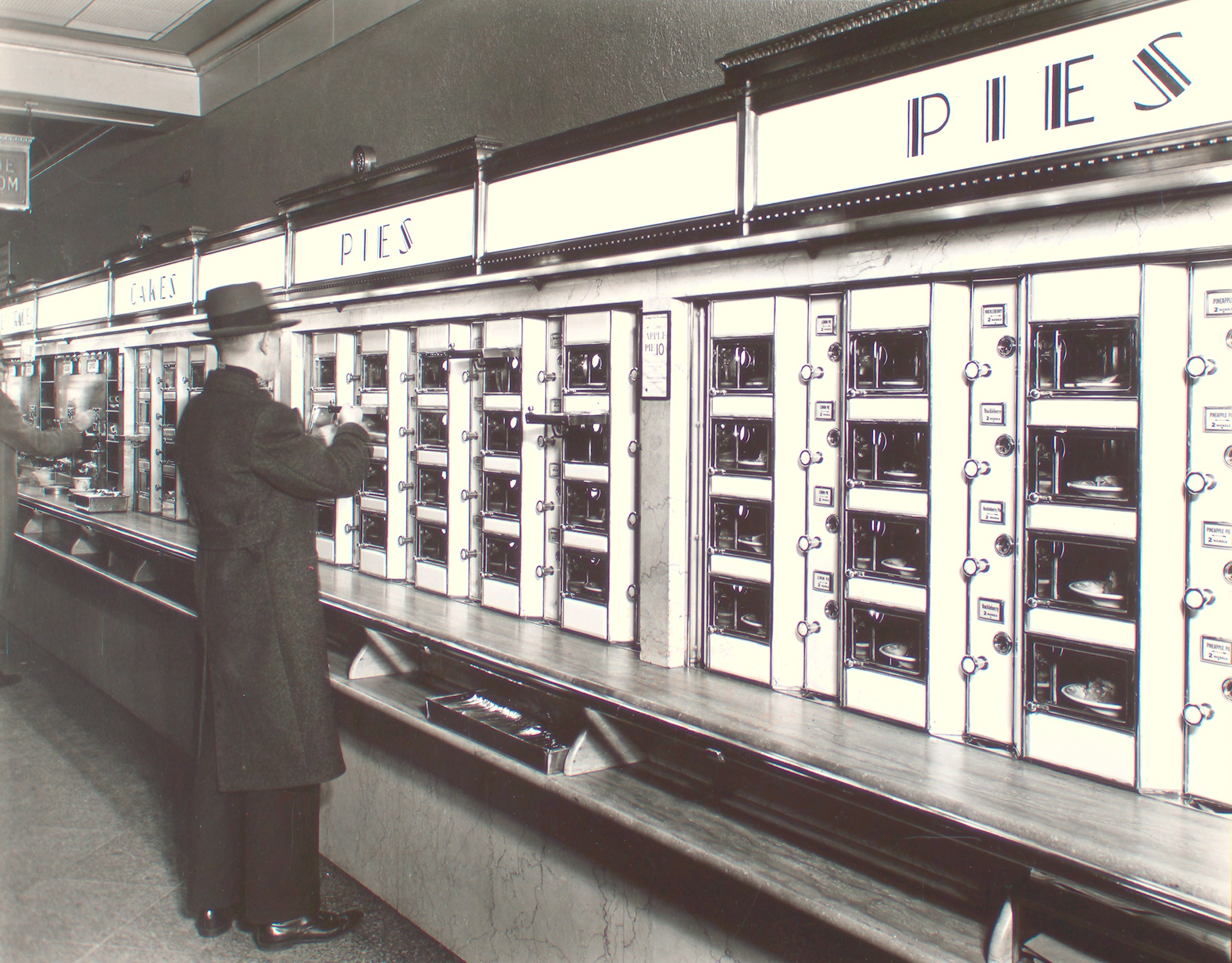
Automat-Restaurant in Manhattan, 1936

## Historischer Hintergrund
Selbstbedienungsrestaurants vom Typ Automat gab es in den Vereinigten Staaten seit 1912, sie waren zur Zeit der Entstehung von Hoppers Bild weit verbreitet. Speisen und Gerichte wurden dort ausschließlich in Verkaufsautomaten angeboten. Die Kunden tauschten Chips gegen Geld ein und konnten sich damit aus den Automaten bedienen. In den Horn&Hardart-Automatenlokalen wurde auch frisch gebrühter Kaffee für wenig Geld angeboten. Die Restaurants waren rund um die Uhr geöffnet, wurden stark frequentiert, vor allem auch von Arbeitern und Angestellten.
Modell für die Frau war Hoppers Ehefrau Jo (Josephine Nivison, 1883–1968), die damals 44 Jahre alt war. Jo wurde im Laufe der 1920er Jahre Hoppers bevorzugtes und schließlich einziges Modell.

## Rezeption
Im Jahre 1995 nutzte das Time-Magazine das Gemälde Automat als Coverbild für einen Artikel über Stress und Depression im 20. Jahrhundert.